# Jeffersonn Silveira
Jeffersonn Coelho da Silveira (Porto Alegre, 20 de junho de 1964) é um ator brasileiro. 

## Biografia
Ator, pedagogo e preparador de elenco infantil já atuou em várias peças publicitárias, cinema, televisão e teatro.
Jeffersonn é artista desde os 11 anos de idade quando realizava teatro de bonecos para as crianças do seu prédio. Os anos foram passando e a vontade de "Brincar" passou por diversos processos de transformação tais como o ingresso na sétima arte, na teledramaturgia, comerciais para TV. "Puxaram suas orelhas" e este atuador se graduou em Pedagogia Empresarial e no ano seguinte realizou Pós graduação em Arte Educação e Linguagens contemporâneas.
Porém sua grande paixão, além do Sport Club Internacional e sua familia, é lecionar e Palestrar, segundo ele "O melhor de todos os Palcos…"

## Carreira

### Cinema
- 2009  - Em Teu Nome  - Longa Metragem - Direção Paulo Nascimento - em fase de finalização
- 2008  - A Casa Verde[1]  - Longa Metragem - Direção Paulo Nascimento
- 2008  - A Primeira Folha de Outono  - Curta Metragem - Direção Guilherme Pacheco
- 2002  - A Festa de Margarette  - Longa Metragem - Direção Renato Falcão
- 1995  - A Matadeira  - Curta Metragem - Direção e Roteiro Jorge Furtado
- 1994  - Presságio  - Curta Metragem - Direção Renato Falcão

### Televisão
- 2008/2009  - A Viagem de Kemi - TELECURSO 2º GRAU DE QUIMICA/MEC - Direção Paulo Nascimento e Mauricio Borges de Medeiros
- 2006 - Megaman - Histórias Curtas da RBS TV - Direção Gustavo Fogaça
- 2005 - Quadro "1 dos 3" - Fantástico da Rede Globo - Direção Jorge Furtado
- 2005 - Amor a primeira Vista - Histórias Curtas da RBS TV - Direção Cláudio Fagundes
- 2004 - Segredo -Série de 60 capítulos para TV Portuguesa RTP - Direção Leonel Vieira
- 2003/2002 - A Escola Mágica - Novela Infantil da TVE RS- Direção  Paulo Nascimento
- 2002 - O Julgamento de Átilla - Histórias Curtas da RBS TV- Direção  Paulo Nascimento
- 2002 -  Programa Siga Bem Caminhoneiro - Quadro Vipal e Você SBT
- 2002 - Inter 1927 – Campeão Gaúcho pela primeira vez  - TV COM - Direção  Rene Goya Filho
- 2000 - Minha História de Natal   - RBS TV
- 1992 - Nossos Comunicadores - RBS TV - Direção  Carlos Kobber
- 1990 - A TV Também Te Vê - RBS TV - Direção  Valério Azevedo

### Teatro
- 2006 - "A Gente Se Vê" - Campanha de Prevenção de Acidentes de Trânsito DETRAN/RS - Direção de Arines Ibias
- 2005 - "Noite" de Érico Veríssimo - Direção de João Castro Lima
- 2001 - "Ano Novo Vida Nova" - Direção de Décio Antunes
- 1999 - "Céu, Terra, Água e Ar" - Direção de Élcio Rossini
- 1998 - "As Aventuras de Pantaleão o Mágico Trapalhão" - Direção e Roteiro Grupo Giba Gibão Gibóia
- 1997 - "As Beterrabas do Senhor Duque", de Oscar Von Full - Direção de João Castro Lima
- 1996 - "Diário da Noite", de Érico Veríssimo - Direção João Castro
- 1994 - "O Último dos Papaéus", comédia do Grupo Jecca Tati Direção Coletiva
- 1993 - "A Casa dos Átridas", baseado na obra de Ésquilo e Ivo Bender - Direção de Jaqueline Pinzon
- 1993 - "Fogo Cruzado", de Jerônimo Jardim - Direção Arines Ibias
- 1993 - "O Homem da Flor da Boca", de Luigi Pirandello - Direção Manoel Aranha
- 1992 - "Fogo no Rádio", de Max Hetinger e Eron Felipe – Direção Max Hetinger
- 1991 - "Marco Polo", do Teatrum Quimicum - Direção Nelson Magalhães
- 1990 - "Criaturas Versus Criados", de Érico Veríssimo - Direção Regius Brandão
- 1990 - "Macbeth", de Willian Shakspeare - Direção Maurício Guzinski e Nair Dagostini
- 1990 - "Praça de Retalhos", de Carlos Meceni - Direção Biratã Vieira
- 1989 - "Ali Baba" de Nelson Magalhães - Direção Nelson Magalhães
- 1986 - "Os Sobrinhos do Capitão", de Rodolf Dirks Direção Nelson Magalhãees

### Preparação de Elenco Infantil
- 2009 -Em Teu Nome… - Longa Metragem com direção e roteiro de Paulo Nascimento – Lançamento no Festival de Cinema de Gramado 2009. (12 figurantes e três coadjuvantes preparação de três semanas).
- 2008 – O Pequeno Cavaleiro de Eduardo Muniz – Histórias Curtas da RBS TV 2008. Preparação do Protagonista Caio Pereira - Indicado [2] ao Prêmio de Melhor Ator do Histórias Curtas 2008. O O Pequeno Cavaleiro recebeu o Prêmio [3] de Melhor Curta Pelo Júri Popular 2008.
- 2008 – NEOENERGIA –  Vídeo Ambiental Institucional (preparação da protagonista).
- 2008 – Comercial Corsan/RS – Direção Rafael Ferreti pela TGD Filmes. (2 protagonistas,2 coadjuvantes)
- 2008 – TV Bibi Direção de Gustavo Fogaça pela TGD Filmes - Telejornal infantil exclusivo para o Cartoon Network e SBT. ( dois protagonistas e 12 coadjuvantes – Preparação de duas semanas).
- 2007/2008  – A Casa Verde -  Longa Metragem com direção e roteiro de Paulo Nascimento – (uma protagonista, preparação de três meses e 3 coadjuvantes preparação de uma semana).
- 2007 – Comercial Corsan/RS – Direção Rafael Ferreti pela TGD Filmes.(14 crianças – 3 protagonistas)
- 2006 - Megaman - História curtas da RBS - Direção Gustavo Fogaça. Prêmio [4] de melhor curta metragem  pelo Júri Popular.(5 protagonistas e 16 coadjuvantes – Preparação de 2 semanas).

### Indicações e Premiações
- 2005 - Histórias Curtas RBSTV 2005 - Indicado ao Prêmio de Melhor Ator Coadjuvante em  Amor à Primeira Vista